# Приз ФІПРЕССІ (Молодість)
Приз Міжнародної федерації кінопреси, скорочено Приз ФІПРЕССІ (фр. Prix FIPRESCI), відомий також як Приз Міжнародної критики, є спеціальною кінематографічною нагородою, яка з 1993 року, у разі присутності на фестивалі журі Міжнародної федерації кінопреси (фр. FIPRESCI) вручає на Київському міжнародному кінофестивалі «Молодість». Головним завданням нагороди ФІПРЕССІ є розвиток кіномистецтва та заохочення молодих кінематографістів.
Переможець нагороджується дипломом, на якому обов'язково має бути вказане ім'я режисера та назва фільму. Журі має право не вручати свій головний приз.

## Лауреати
| Рік  | Фільм               | Оригінальна назва    | Режисер                                  | Країна                       | Примітки         |
| ---- | ------------------- | -------------------- | ---------------------------------------- | ---------------------------- | ---------------- |
| 1999 | Покажи мені любов   | Fucking Åmål         | Лукас Мудіссон                           | Швеція                       |                  |
| 2000 | Графіті             | Графіті              | Євген Ховостянк                          | Україна                      | короткометражний |
| 2001 | Лист до Америки     | Pismo do Amerika     | Ігліка Тріффонова                        | Болгарія                     |                  |
| 2002 | Рапсодія в білому   | Rapsodiya v byalo    | Теді Москов, Майя Новесельська (акторка) | Болгарія                     |                  |
| 2003 | Боротьба            | Struggle             | Рут Мадер                                | Австрія                      |                  |
| 2004 | Один                | Uno                  | Аксель Хенні                             | Норвегія                     |                  |
| 2004 | Остання ферма       | Síðasti bærinn       | Рунар Рунарссон                          | Ісландія                     | Диплом           |
| 2005 | З країни тиші       | FromtheLandofSilence | Саман Салура                             | Іран                         |                  |
| 2006 | Ейфорія             | Эйфория              | Іван Вирипаєв                            | Росія                        |                  |
| 2007 | Каліфорнійська мрія | Nesfarsit            | Крістіан Немеску                         | Румунія                      |                  |
| 2008 | Версаль             | Versailles           | П'єр Шоллер                              | Франція                      |                  |
| 2009 | Вовчик              | Вовчик               | Василь Сігарєв                           | Росія                        |                  |
| 2010 | Щастя моє           | Щастя моє            | Сергій Лозниця                           | Україна Німеччина Нідерланди |                  |
| 2011 | Подих               | Atmen                | Карл Марковіч                            | Австрія                      |                  |
| 2012 | Прекрасна долина    | Emek Tiferet         | Гадар Фрідліх                            | Ізраїль Франція              |                  |
| 2013 | Іло Іло             | Ilo Ilo              | Ентоні Чен                               | Сінгапур                     |                  |
| 2014 | Урок                | Urok                 | Крістіна Ґрозева, Петар Валчанов         | Болгарія Греція              |                  |
| 2015 | Пікадеро            | Pikadero             | Бен Шеррок                               | Велика Британія Іспанія      |                  |
| 2016 | Кам'яне серце       | Hjartasteinn         | Гудмундун Арнар                          | Данія Ісландія               |                  |
| 2018 | Опіка               | Jusqu'à la garde     | Ксав'є Легран                            | Франція                      |                  |
| 2019 | Колібрі             | House of Hummingbird | Кім Бо-Ра                                | Південна Корея               |                  |